# Odysseův návrat
Odysseův návrat je první komorní opera (miniopera) českého skladatele Josefa Berga napsaná roku 1962 na skladatelovo vlastní libreto "s použitím Homérovy Odyssey".

## Vznik a historie díla
Berg napsal operu Odysseův návrat roku 1962. Bylo to jeho první scénické dílo, do té doby se věnoval především komorní hudbě; ve stejném roce jako toto dílo vznikl jeho významný Nonet, ale též písni a kantátě ("Píseň o vlasti"). Opera se hlásí jednoznačně k dobové avantgardě a už její obsazení je velmi úsporné a netradiční: dva zpěváci, herec, tanečnice, housle, trubka v C, basklarinet, klavír a bicí. Celé dílo trvá asi půl hodiny. To umožňuje označit toto dílo za "minioperu", žánr, který se stal Bergovi vlastním. Námětem o návratu Odyssea z Trójské války Berg vědomě navazuje na Monteverdiho operu Odysseův návrat do vlasti (1640), na niž upomínají i některé archaizující melodické prvky. Deheroizující interpretace antické postavy "z opačné strany" a protiválečný náboj pak připomínají známou operu Odsouzení Lucullovo od Paula Dessaua na text Bertolta Brechta.
Odysseův návrat byl poprvé proveden koncertně 8. března 1964 na VIII. přehlídce nové tvorby skladatelů Jihomoravského kraje a vyvolal značnou pozornost. V roce 1966 byla pořízena i první televizní inscenace režiséra Fedora Kauckého. Na scéně se objevila poprvé v roce 1967, kdy ji nastudovalo brněnské Operní studio Janáčkovy akademie múzických umění spolu s následujícími dvěma Bergovými minioperami, Evropská turistika a Eufrides před branami Tymén pod hudebním vedením Oldřicha Bohuňovského a v režii Jiřího Glogara.
Roku 1976 uvedlo Odysseův návrat Národní divadlo Brno na scéně v Redutě v kombinaci s Hurníkovým Diogenem a Purcellovými Didonou a Aeneasem. Roku 1995 natočil televizní inscenaci opery pro Českou televizi režisér Jiří Nekvasil. V inscenaci účinkují sólisté Roman Janál, Simona Procházková, Kateřina Kachlíková a Libor Kodad, orchestr Opery Furore řídí dirigent Petr Kofroň a výtvarnou stránku zabezpečil Daniel Dvořák.

## Osoby
- Odysseus, mluvená role
- Penelopa, soprán
- pěvec, baryton
- otrokyně, tanečnice

## Děj opery
Postavy vstupují na scénu v maskách a společně zpívají o svém pohrdání barbary, kteří jsou dobří jen jako lovná zvěř. Poté odkládají své masky a představují se každá svým jménem.
Penelopa toužebně očekává návrat Odyssea; k jejímu zpěvu se přidává pěvec. Odysseus se vrací a snaží se ostatní postavy přesvědčit o své přítomnosti, ty však nereagují. Nechtějí se znát k navracejícímu se vrahu a žháři, touží po svém Odysseovi, spravedlivém člověku a milujícím manželovi. Odysseus se na ně rozzuří, v hněvu se zmocní otrokyně a na meč nabodne její dítě, Penelopa a pěvec jej však stále nepoznávají a odmítají. Otrokyně tancuje "tanec porobených" doprovázený lamentem Penelopy a pěvce.
Postavy si opět nasazují masky a oznamují obecenstvu, že se dopustily jen drobného žertu. Pěvec nyní představí "pravé" dokončení Homérovy Odyssey. Odysseus se znovu vrací jako válečný hrdina, je vítán věrnou Penelopou a otrokyně je odvádí na manželské lože.